# Hiis
Hiis est une commune française située dans le centre du département des Hautes-Pyrénées, en région Occitanie. Sur le plan historique et culturel, la commune est dans la province du Haut-Adour, autrefois incluse dans l’ancien comté de Bigorre.
Il s’agit d’une zone montagneuse constituée des prolongements occidentaux des massifs de Néouvielle et de l’Arbizon. Exposée à un climat océanique altéré, elle est drainée par l'Adour, l'Aube et par divers autres petits cours d'eau. La commune possède un patrimoine naturel remarquable : un site Natura 2000 (la « vallée de l'Adour »), un espace protégé (l'« Adour et affluents ») et trois zones naturelles d'intérêt écologique, faunistique et floristique.
Hiis est une commune rurale qui compte 265 habitants en 2022, après avoir connu une forte hausse de la population depuis 1962. Elle fait partie de l'aire d'attraction de Tarbes..
Ses habitants sont appelés les Hinois.

## Géographie

### Localisation
La commune de Hiis se trouve dans le département des Hautes-Pyrénées, en région Occitanie.
Elle se situe à 11 km à vol d'oiseau de Tarbes, préfecture du département, et à 9 km de Bagnères-de-Bigorre, sous-préfecture.
Les communes les plus proches sont : 
Montgaillard (1,4 km), Vielle-Adour (1,4 km), Arcizac-Adour (2,3 km), Antist (2,8 km), Bernac-Dessus (2,8 km), Saint-Martin (3,1 km), Visker (3,1 km), Loucrup (3,3 km).
Sur le plan historique et culturel, Hiis fait partie de la province historique du Haut-Adour, autrefois incluse dans l’ancien comté de Bigorre. Il s’agit d’une zone montagneuse constituée des prolongements occidentaux des massifs de Néouvielle et de l’Arbizon,.

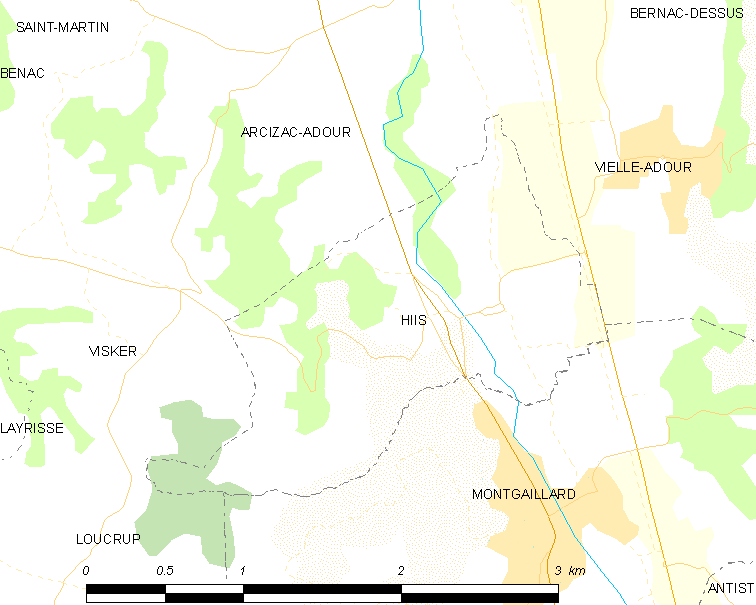
Carte de la commune de Hiis et des proches communes.

|         | Arcizac-Adour |              |
| Visker  | Hiis          | Vielle-Adour |
| Loucrup | Montgaillard  |              |

### Hydrographie

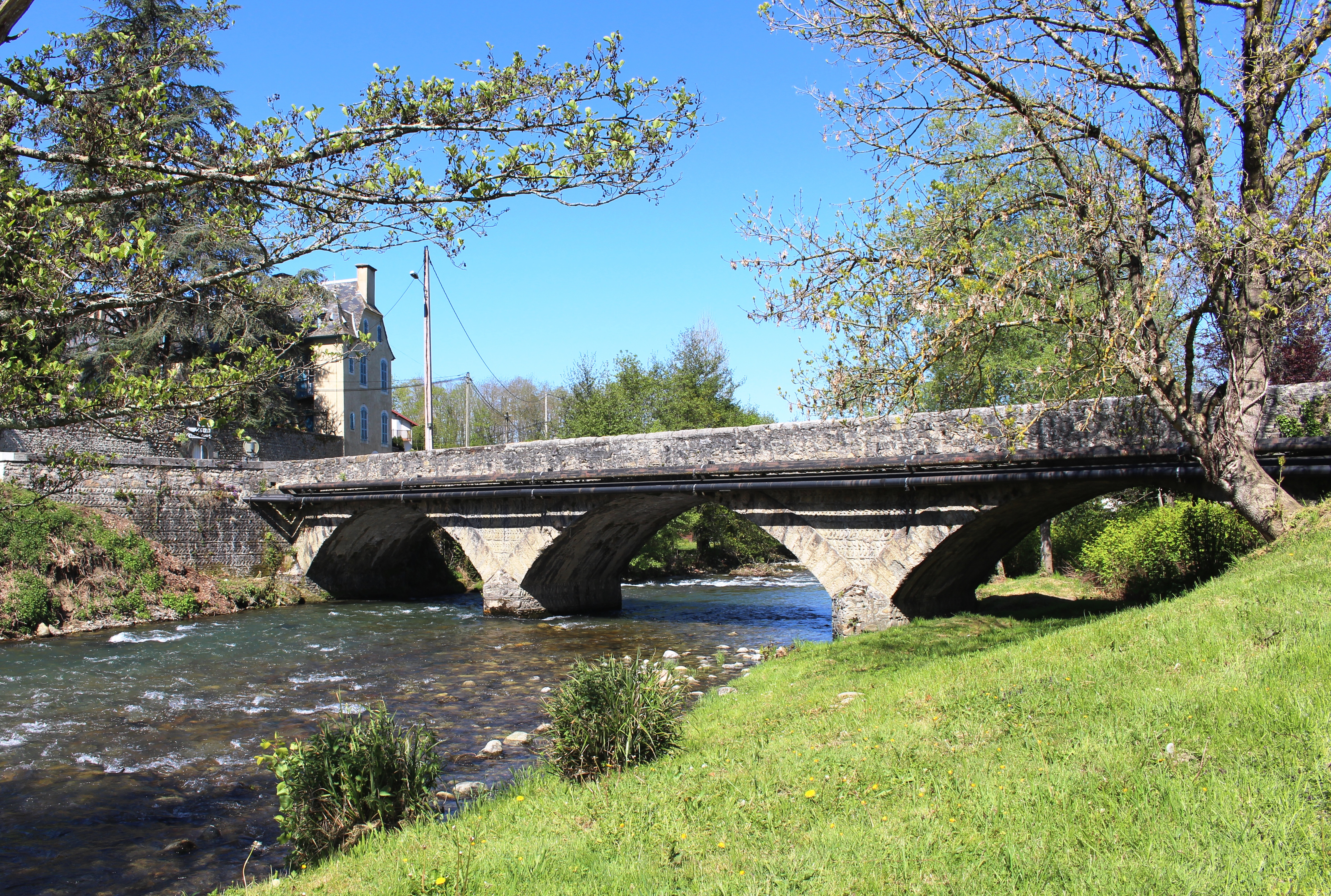
L’Adour traversant Hiis.

Elle est drainée par l'Adour, L'Aube, un bras de l'Adour, un bras de l'Adour, l'arrioussus et par un petit cours d'eau, constituant un réseau hydrographique de 6 km de longueur totale,.
L'Adour, d'une longueur totale de 308,8 km, se forme dans la vallée de Campan en Haute-Bigorre de la réunion de trois torrents : l'Adour de Payolle, l'Adour de Gripp et l'Adour de Lesponne et s'écoule vers le nord. Il traverse la commune et se jette dans le golfe de Gascogne à Anglet, après avoir traversé 118 communes.

### Climat
Le climat est tempéré de type océanique, en raison de l'influence proche de l'océan Atlantique situé à peu près 150 km plus à l'ouest. La proximité des Pyrénées fait que la commune profite d'un effet de foehn, il peut aussi y neiger en hiver, même si cela reste inhabituel.
| Mois                              | jan.  | fév.  | mars  | avril | mai   | juin  | jui.  | août  | sep.  | oct.  | nov.  | déc.  | année   |
| --------------------------------- | ----- | ----- | ----- | ----- | ----- | ----- | ----- | ----- | ----- | ----- | ----- | ----- | ------- |
| Température minimale moyenne (°C) | 0,6   | 1,3   | 2,7   | 5,2   | 8,3   | 11,6  | 14,1  | 13,9  | 11,7  | 8     | 3,6   | 1,3   | 6,9     |
| Température moyenne (°C)          | 5,3   | 6,1   | 7,8   | 10    | 13,3  | 16,7  | 19,3  | 19    | 17,2  | 13,3  | 8,5   | 5,8   | 11,9    |
| Température maximale moyenne (°C) | 9,9   | 11    | 12,9  | 14,8  | 18,3  | 21,7  | 24,5  | 24    | 22,6  | 18,6  | 13,4  | 10,4  | 16,8    |
| Ensoleillement (h)                | 108,8 | 118,8 | 155,6 | 157,2 | 181,3 | 191,5 | 215,5 | 196,4 | 194,5 | 164,4 | 124,4 | 104,4 | 1 912,8 |
| Précipitations (mm)               | 112,8 | 97,5  | 100,2 | 105,7 | 113,6 | 80,7  | 57,3  | 70,3  | 71    | 85,2  | 93    | 112,1 | 1 099,4 |

### Milieux naturels et biodiversité

#### Espaces protégés
La protection réglementaire est le mode d’intervention le plus fort pour préserver des espaces naturels remarquables et leur biodiversité associée,.
Dans ce cadre, la commune fait partie.
Un  espace protégé est présent sur la commune : 
l'« Adour et affluents », objet d'un arrêté de protection de biotope, d'une superficie de 215,8 ha.

#### Réseau Natura 2000

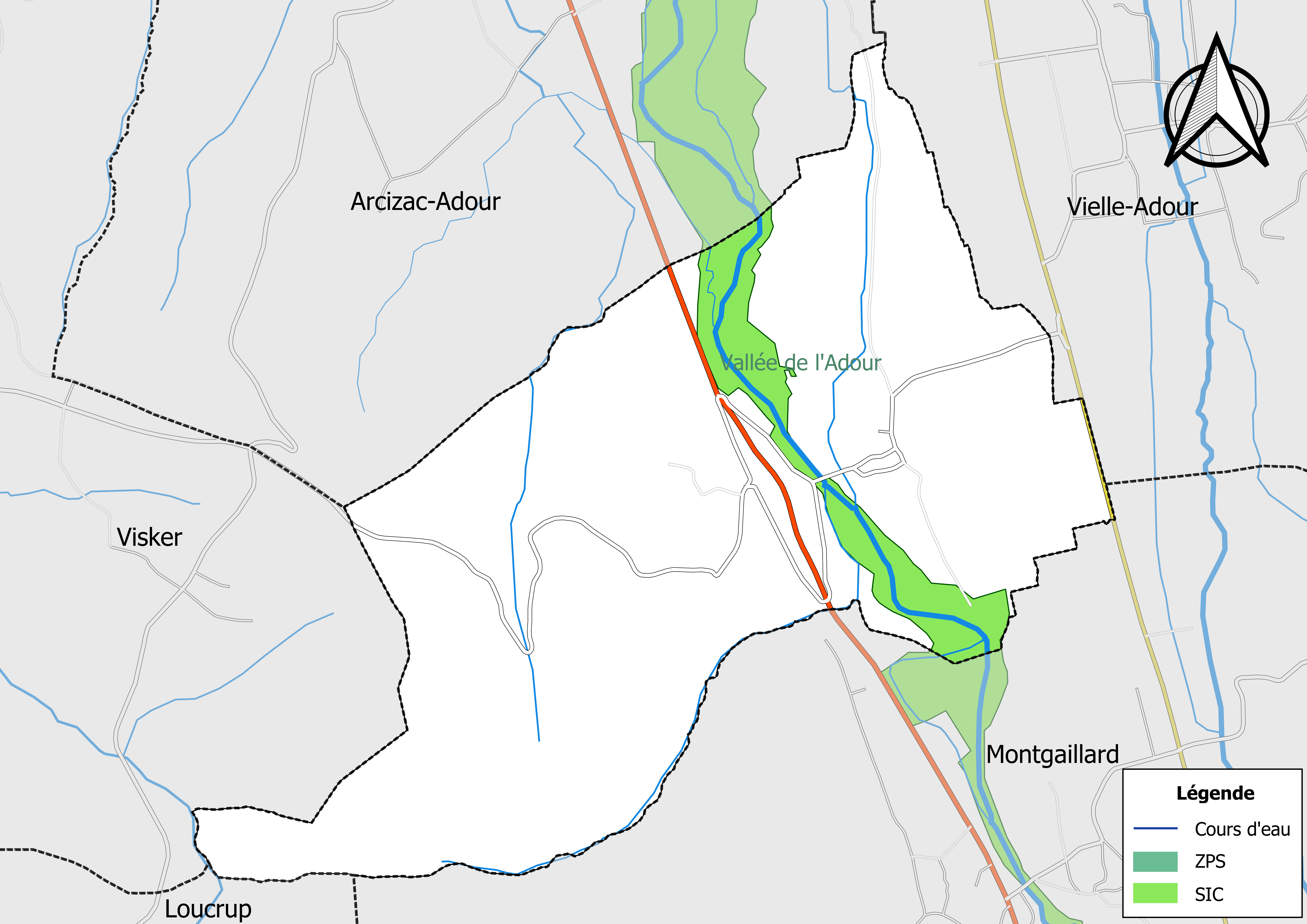
Site Natura 2000 sur le territoire communal.

Le réseau Natura 2000 est un réseau écologique européen de sites naturels d'intérêt écologique élaboré à partir des directives habitats et oiseaux, constitué de zones spéciales de conservation (ZSC) et de zones de protection spéciale (ZPS).
Un site Natura 2000 a été défini sur la commune au titre de la directive habitats : la « vallée de l'Adour », d'une superficie de 2 694 ha, un espace où les habitats terrestres et aquatiques abritent une flore et une faune remarquable et diversifiée, avec la présence de la Loutre et de la Cistude d'Europe.

#### Zones naturelles d'intérêt écologique, faunistique et floristique
L’inventaire des zones naturelles d'intérêt écologique, faunistique et floristique (ZNIEFF) a pour objectif de réaliser une couverture des zones les plus intéressantes sur le plan écologique, essentiellement dans la perspective d’améliorer la connaissance du patrimoine naturel national et de fournir aux différents décideurs un outil d’aide à la prise en compte de l’environnement dans l’aménagement du territoire.
Une ZNIEFF de type 1 est recensée sur la commune :
« l'Adour, de Bagnères à Barcelonne-du-Gers » (2 786 ha), couvrant 59 communes dont 18 dans le Gers, une dans les Landes et 40 dans les Hautes-Pyrénées et deux ZNIEFF de type 2, : 
- l'« Adour et milieux annexes » (3 634 ha), couvrant 60 communes dont 18 dans le Gers, une dans les Landes et 41 dans les Hautes-Pyrénées[19] ;
- les « coteaux et vallons des Angles et du Bénaquès » (12 879 ha), couvrant 45 communes du département[20].

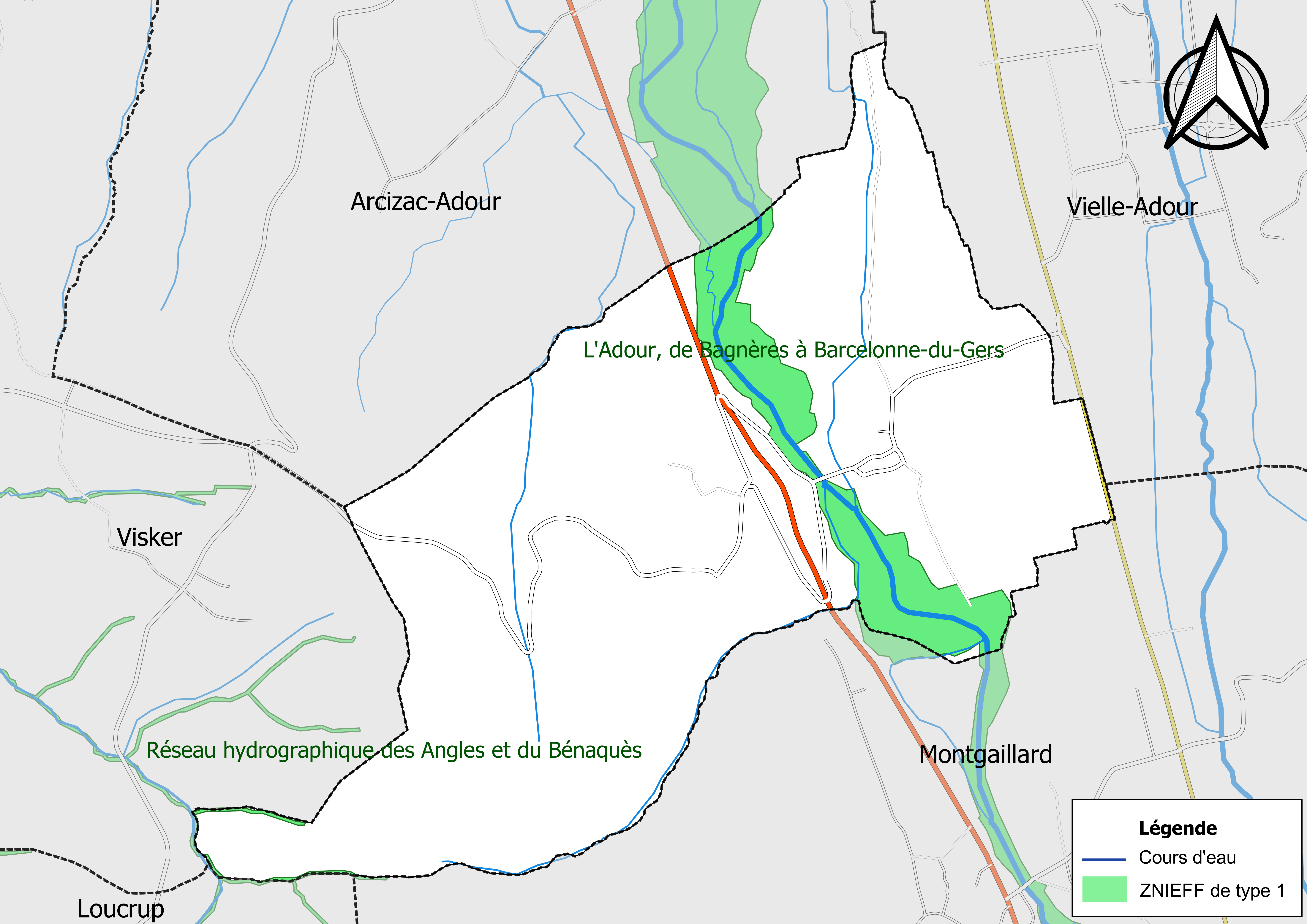
Carte de la ZNIEFF de type 1 sur la commune.
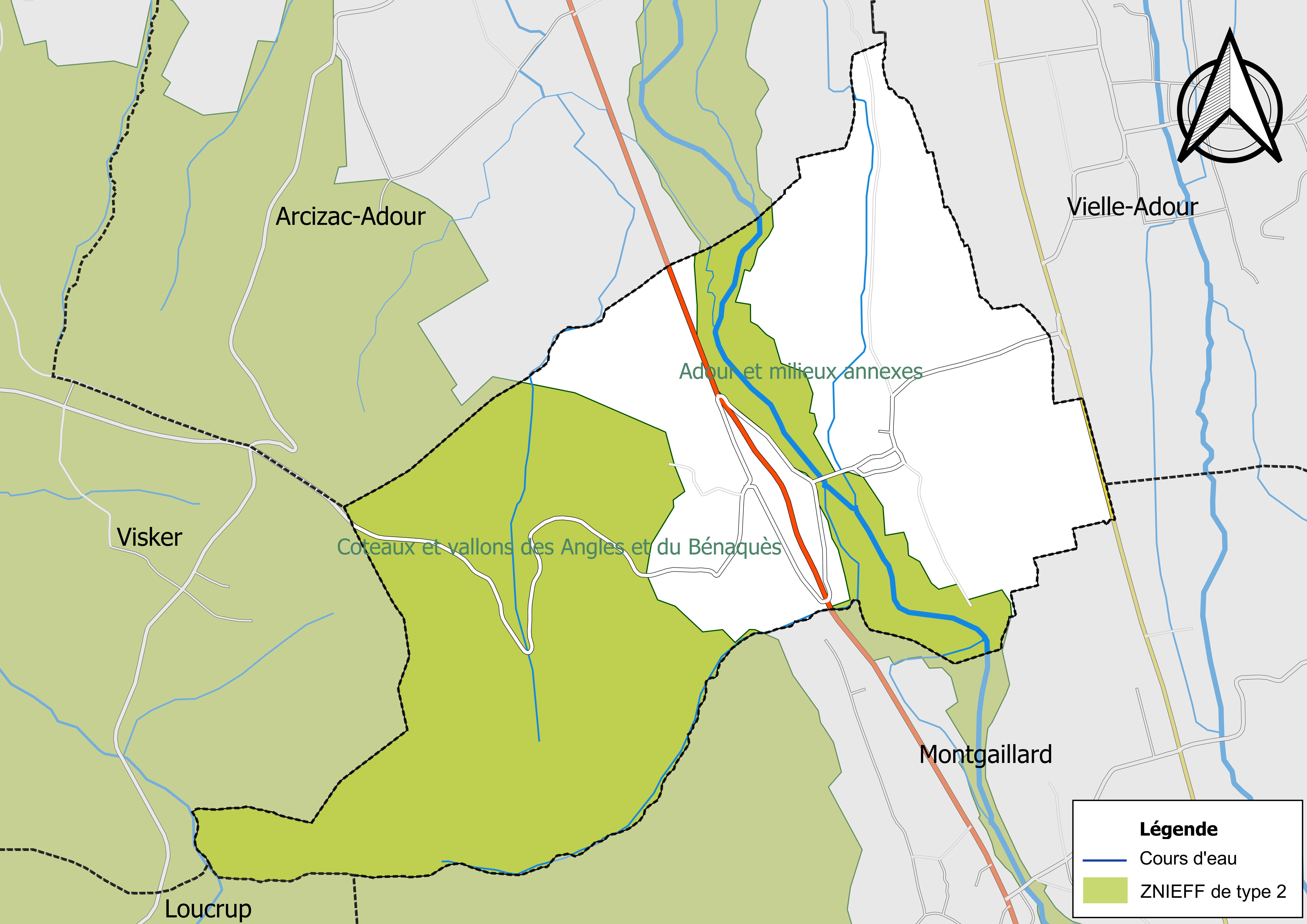
Carte des ZNIEFF de type 2 sur la commune.

## Urbanisme

### Typologie
Au 1er janvier 2024, Hiis est catégorisée commune rurale à habitat dispersé, selon la nouvelle grille communale de densité à sept niveaux définie par l'Insee en 2022.
Elle est située hors unité urbaine. Par ailleurs la commune fait partie de l'aire d'attraction de Tarbes, dont elle est une commune de la couronne,. Cette aire, qui regroupe 153 communes, est catégorisée dans les aires de 50 000 à moins de 200 000 habitants,.

### Occupation des sols
L'occupation des sols de la commune, telle qu'elle ressort de la base de données européenne d’occupation biophysique des sols Corine Land Cover (CLC), est marquée par l'importance des territoires agricoles (83,1 % en 2018), une proportion identique à celle de 1990 (83,1 %). La répartition détaillée en 2018 est la suivante : 
zones agricoles hétérogènes (57,3 %), forêts (16,9 %), prairies (13,8 %), terres arables (12 %).
L'IGN met par ailleurs à disposition un outil en ligne permettant de comparer l’évolution dans le temps de l’occupation des sols de la commune (ou de territoires à des échelles différentes). Plusieurs époques sont accessibles sous forme de cartes ou photos aériennes : la carte de Cassini (XVIIIe siècle), la carte d'état-major (1820-1866) et la période actuelle (1950 à aujourd'hui).

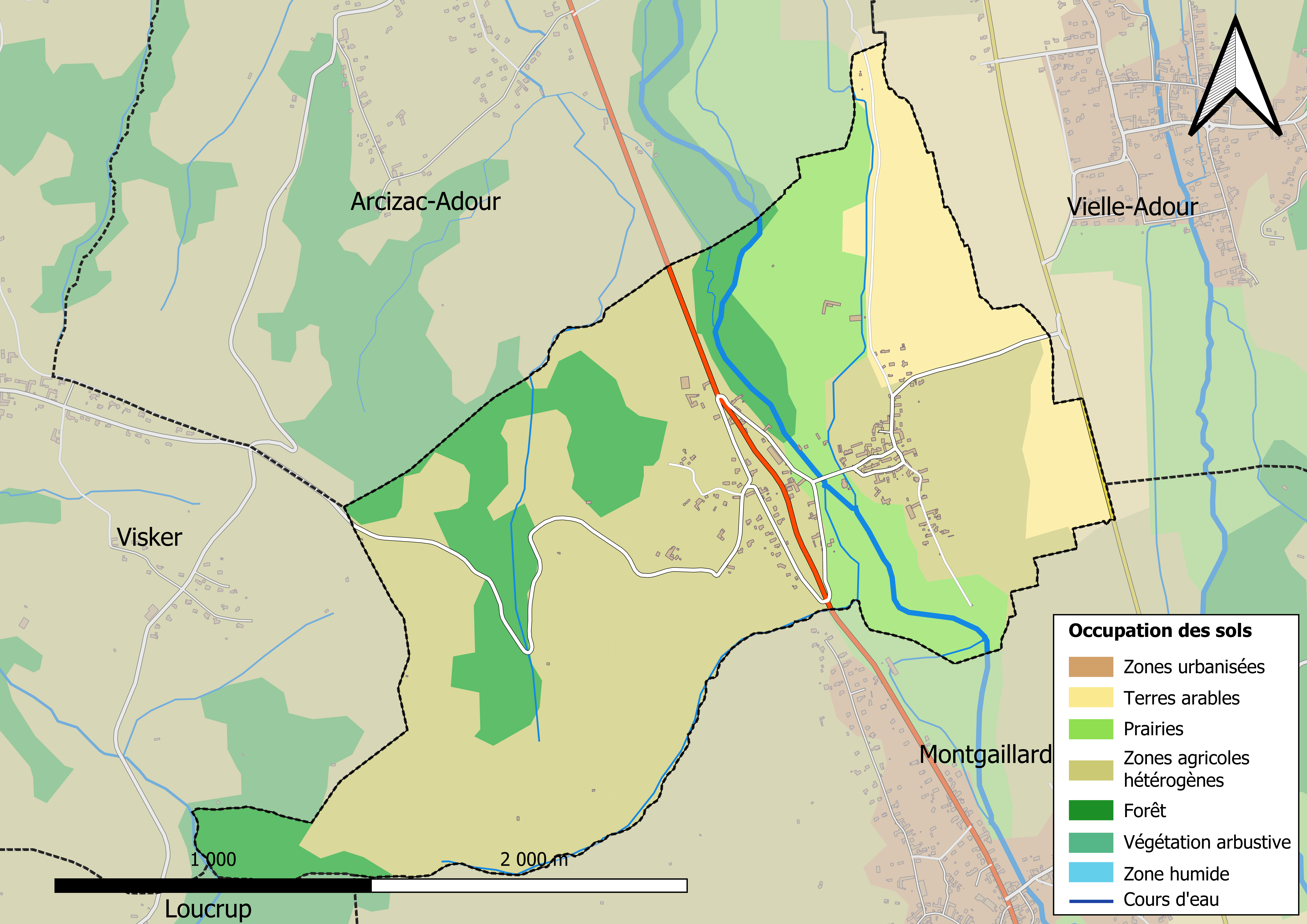
Carte des infrastructures et de l'occupation des sols en 2018 (CLC) de la commune.
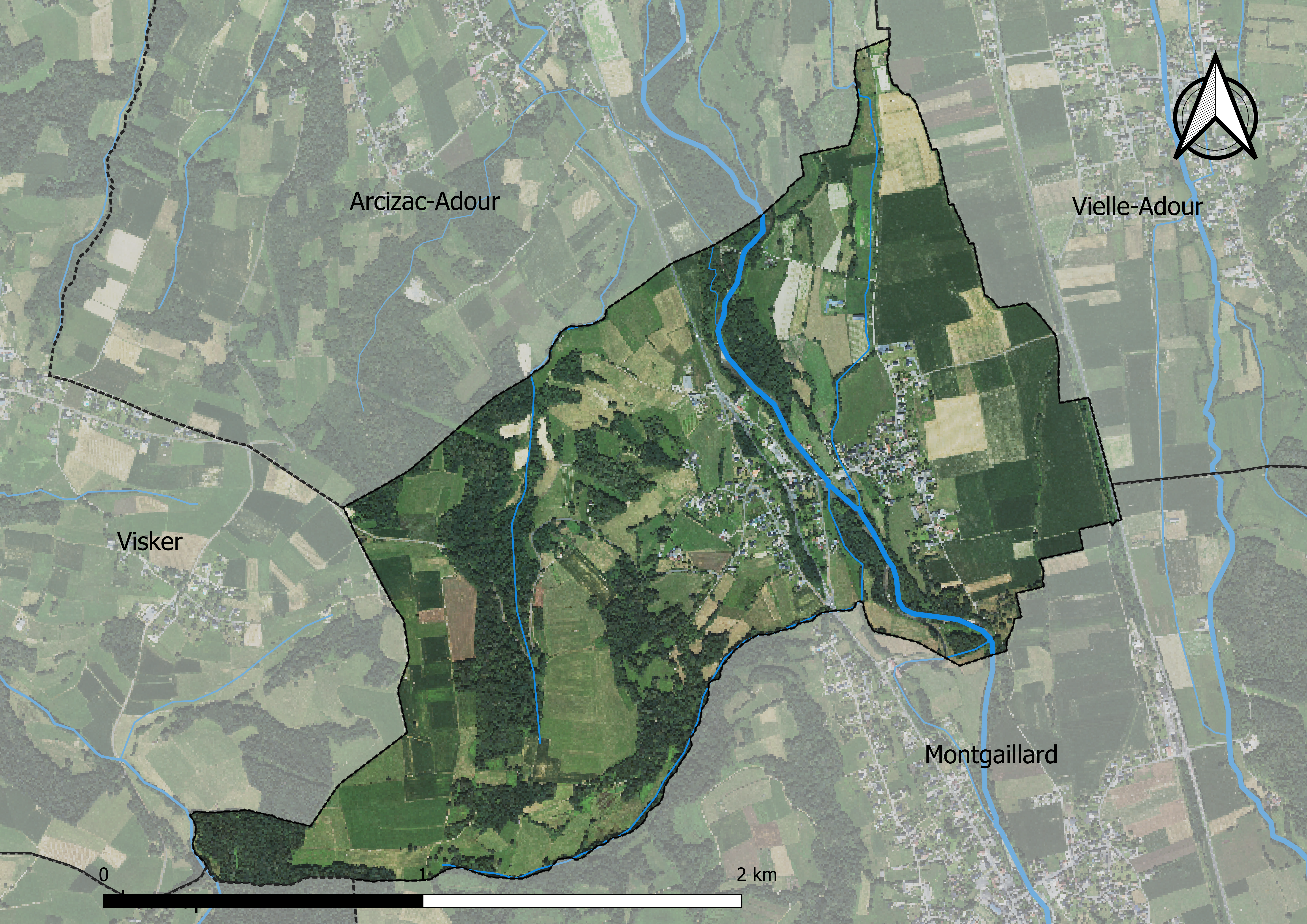
Carte orthophotogrammétrique de la commune.

### Logement
En 2012, le nombre total de logements dans la commune est de 104.

Parmi ces logements, 92,3 % sont des résidences principales, 4,8 % des résidences secondaires et 2,9 % des logements vacants.

### Voies de communication et transports
Cette commune est desservie par la route départementale D 935 et par la route départementale D 3.

### Risques majeurs
Le territoire de la commune de Hiis est vulnérable à différents aléas naturels : météorologiques (tempête, orage, neige, grand froid, canicule ou sécheresse), inondations, feux de forêts, mouvements de terrains et séisme (sismicité moyenne). Il est également exposé à un risque technologique,  le transport de matières dangereuses. Un site publié par le BRGM permet d'évaluer simplement et rapidement les risques d'un bien localisé soit par son adresse soit par le numéro de sa parcelle.

#### Risques naturels
Certaines parties du territoire communal sont susceptibles d’être affectées par le risque d’inondation par débordement de cours d'eau, notamment l'Adour. La cartographie des zones inondables en ex-Midi-Pyrénées réalisée dans le cadre du XIe Contrat de plan État-région, visant à informer les citoyens et les décideurs sur le risque d’inondation, est accessible sur le site de la DREAL Occitanie. La commune a été reconnue en état de catastrophe naturelle au titre des dommages causés par les inondations et coulées de boue survenues en 1982, 1999, 2009, 2018 et 2019,.
Hiis est exposée au risque de feu de forêt. Un plan départemental de protection des forêts contre les incendies a été approuvé par arrêté préfectoral le 21 avril 2020 pour la période 2020-2029. Le précédent couvrait la période 2007-2017. L’emploi du feu est régi par deux types de réglementations. D’abord le code forestier et l’arrêté préfectoral du 27 octobre 2014, qui réglementent l’emploi du feu à moins de 200 m des espaces naturels combustibles sur l’ensemble du département. Ensuite celle établie dans le cadre de la lutte contre la pollution de l’air, qui interdit le brûlage des déchets verts des particuliers. L’écobuage est quant à lui réglementé dans le cadre de commissions locales d’écobuage (CLE)

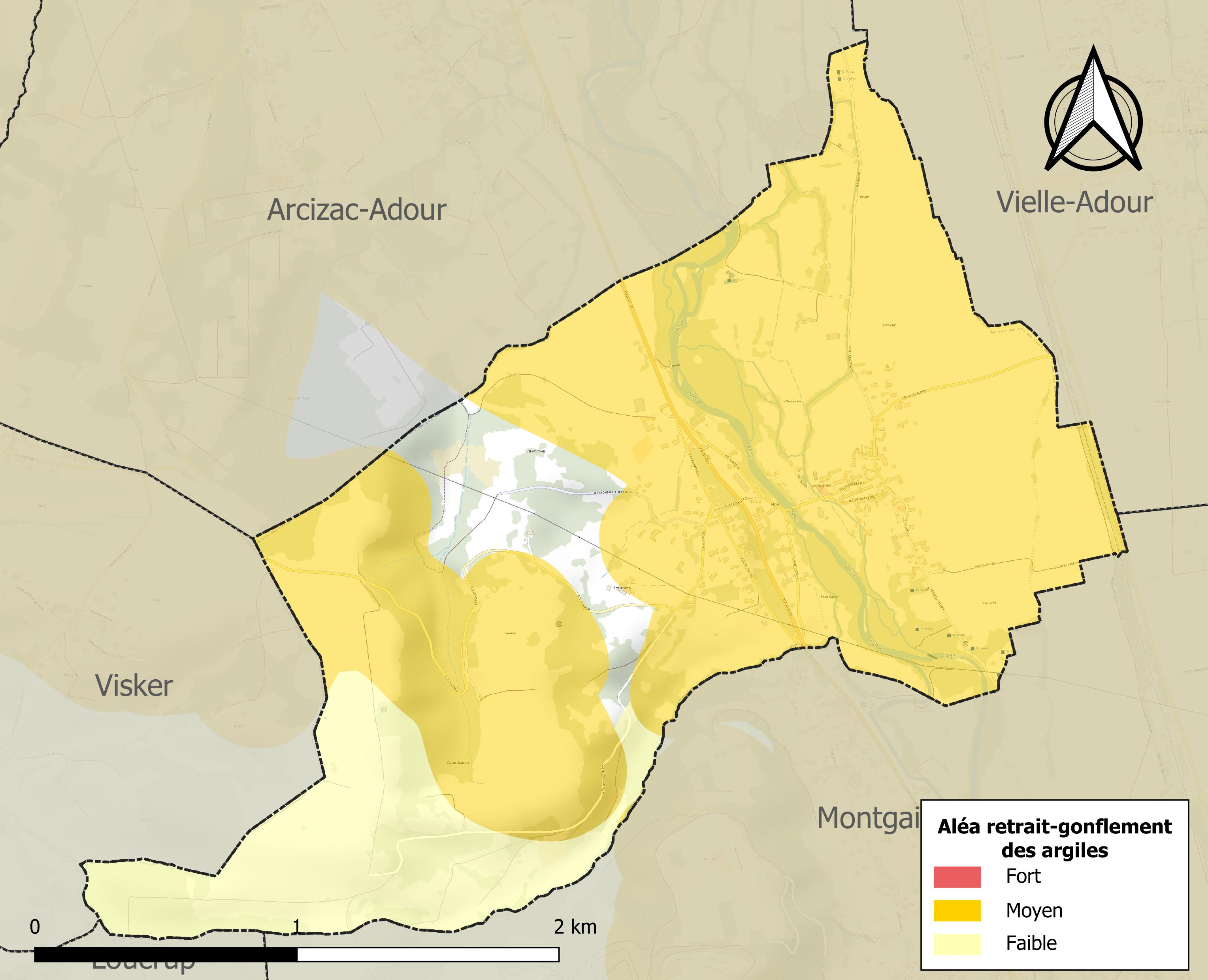
Carte des zones d'aléa retrait-gonflement des sols argileux de Hiis.

Les mouvements de terrains susceptibles de se produire sur la commune sont des tassements différentiels.
Le retrait-gonflement des sols argileux est susceptible d'engendrer des dommages importants aux bâtiments en cas d’alternance de périodes de sécheresse et de pluie. 76,4 % de la superficie communale est en aléa moyen ou fort (44,5 % au niveau départemental et 48,5 % au niveau national). Sur les 107 bâtiments dénombrés sur la commune en 2019, 106 sont en aléa moyen ou fort, soit 99 %, à comparer aux 75 % au niveau départemental et 54 % au niveau national. Une cartographie de l'exposition du territoire national au retrait gonflement des sols argileux est disponible sur le site du BRGM,.
Par ailleurs, afin de mieux appréhender le risque d’affaissement de terrain, l'inventaire national des cavités souterraines permet de localiser celles situées sur la commune.
Concernant les mouvements de terrains, la commune a été reconnue en état de catastrophe naturelle au titre des dommages causés par des mouvements de terrain en 1999.

#### Risque technologique
Le risque de transport de matières dangereuses sur la commune est lié à sa traversée par une ligne de chemin de fer et une canalisation de transport d'hydrocarbures. Un accident se produisant sur de telles infrastructures est susceptible d’avoir des effets graves sur les biens, les personnes ou l'environnement, selon la nature du matériau transporté. Des dispositions d’urbanisme peuvent être préconisées en conséquence.

## Toponymie

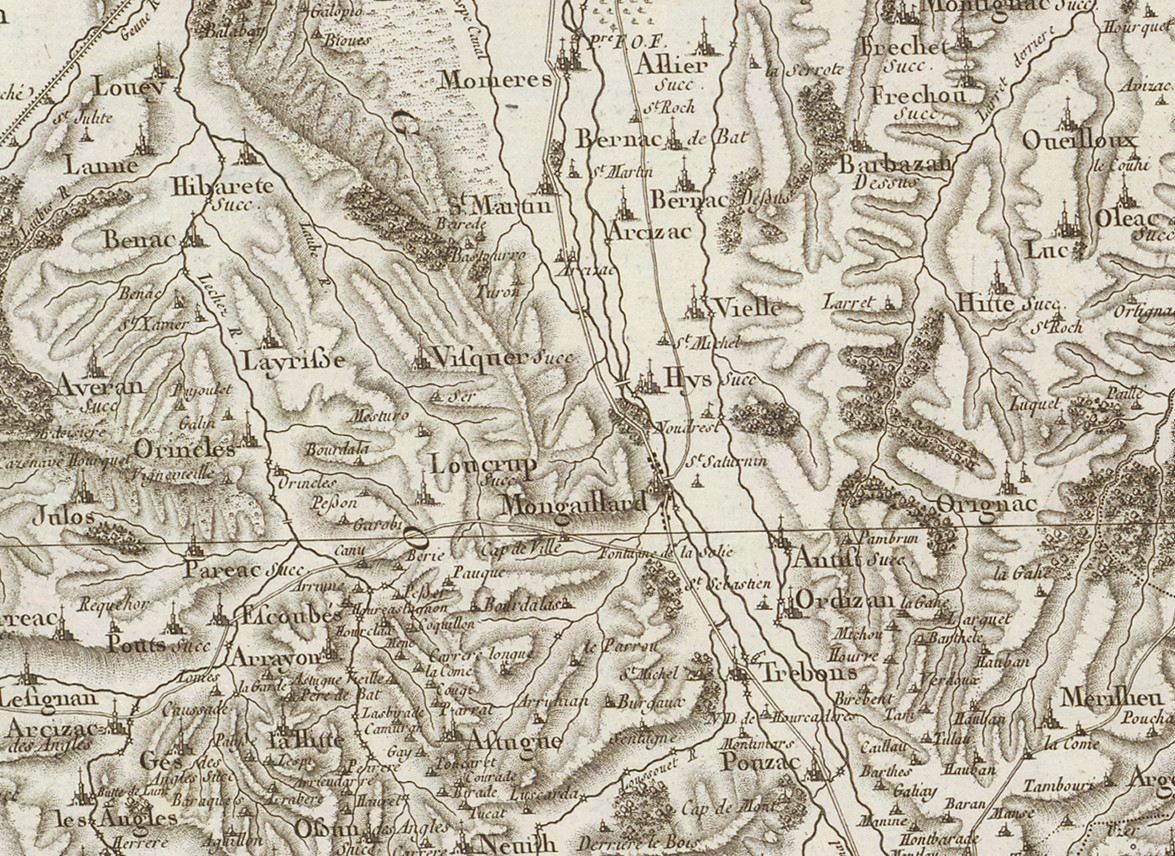
Extrait de la carte de Cassini (entre 1756 et 1789) situant Hiis au nord de Montgaillard.

On trouvera les principales informations dans le Dictionnaire toponymique des communes des Hautes-Pyrénées de Michel Grosclaude et Jean-François Le Nail qui rapporte les dénominations historiques du village :
Dénominations historiques :
- Arnaldus et Br. de Finis, latin (1095, cartulaire de Saint-Pé) ;
- De Fiis, Fiss (XIIIe siècle, cartulaire Bigorre) ;
- de Fiis (1285, montre Bigorre) ;
- De Fis (1313, Debita regi Navarre) ;
- De Finibus, latin (1342, pouillé de Tarbes ; 1379, procuration Tarbes) ;
- Fiis, Fins (1429, censier de Bigorre) ;
- Hys (fin XVIIIe siècle, carte de Cassini).

Étymologie : du latin finis (borne, limite) au pluriel.
Nom occitan : Hins.

## Histoire

### Cadastre napoléonien de Hiis
Le plan cadastral napoléonien de Hiis est consultable sur le site des archives départementales des Hautes-Pyrénées.

## Politique et administration

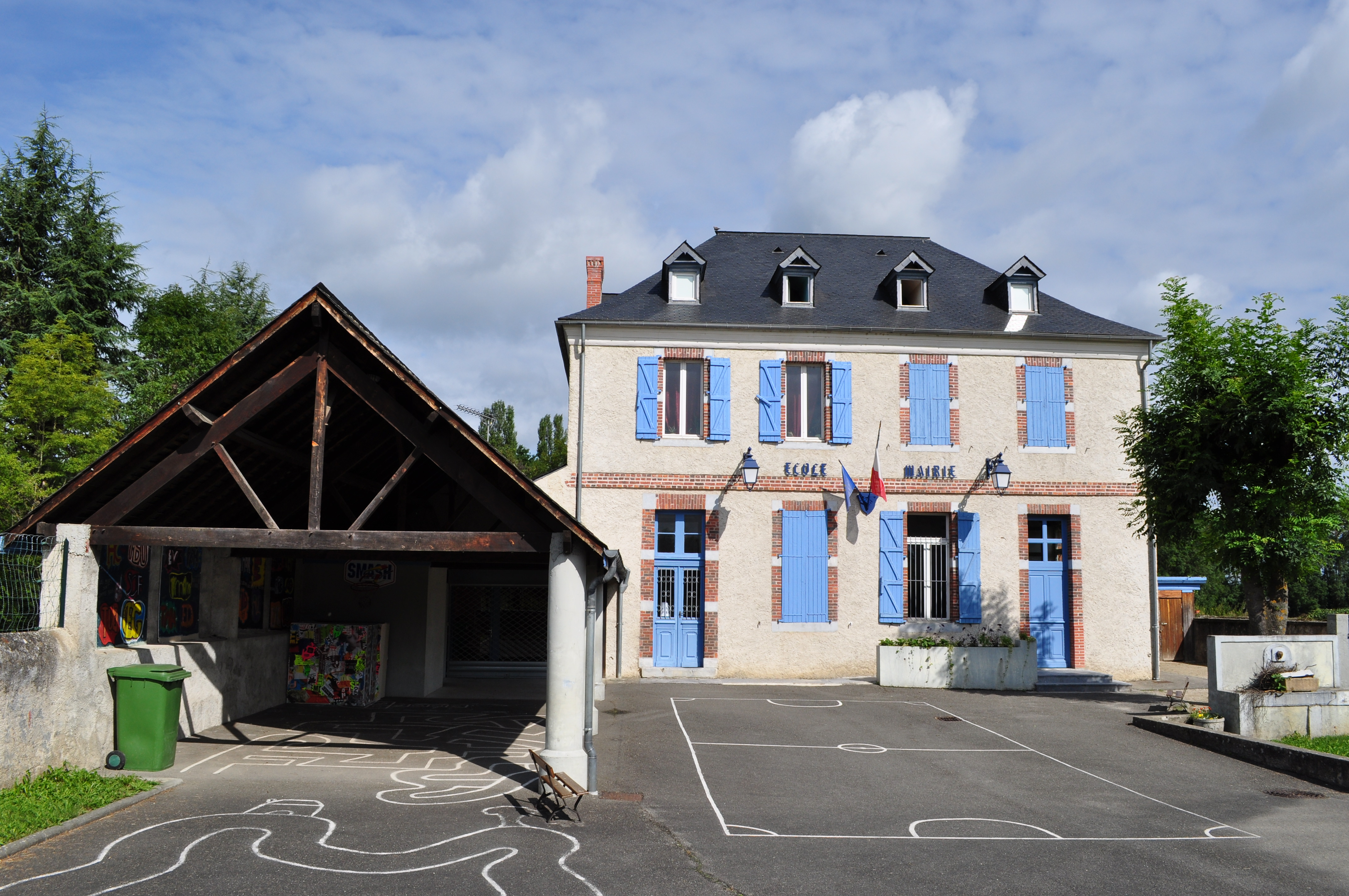
La mairie de Hiis.
Le bâtiment accueille aussi une école.

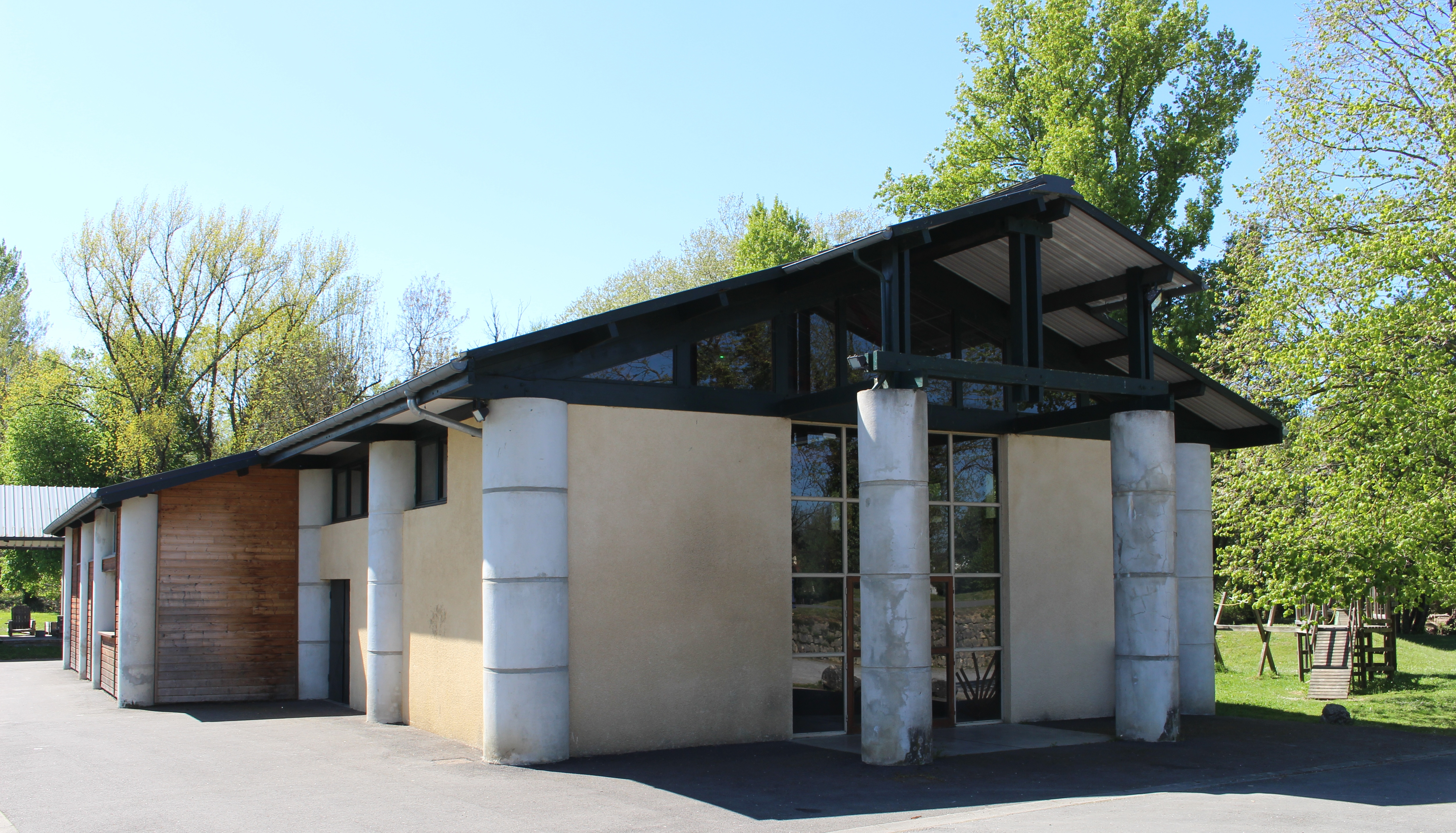
Le foyer rural en 2017.

### Liste des maires
| Période                                  | Période   | Identité            | Étiquette | Qualité |
| ---------------------------------------- | --------- | ------------------- | --------- | ------- |
| Les données manquantes sont à compléter. |           |                     |           |         |
|                                          |           |                     |           |         |
| avant 1988                               | ?         | Jacques Crampe      |           |         |
| mars 2001                                | mars 2014 | Bernard Dhugues     |           |         |
| mars 2014                                | mars 2020 | Luc Castel          |           |         |
| mars 2020                                | En cours  | Yannick Le Cardinal |           |         |

### Rattachements administratifs et électoraux

#### Historique administratif
Pays et sénéchaussée de Bigorre, quarteron de Tarbes, baronnie de Hiis, canton de Tarbes, de Bernac-Debat (1790), de Tarbes-Sud (1801), de Séméac (1973), de Laloubère (1982).

#### Intercommunalité
Hiis appartient à la communauté de communes Haute-Bigorre créée en décembre 1994 et qui réunit 24 communes.

## Population et société

### Démographie

#### Évolution démographique
L'évolution du nombre d'habitants est connue à travers les recensements de la population effectués dans la commune depuis 1793. Pour les communes de moins de 10 000 habitants, une enquête de recensement portant sur toute la population est réalisée tous les cinq ans, les populations de référence des années intermédiaires étant quant à elles estimées par interpolation ou extrapolation. Pour la commune, le premier recensement exhaustif entrant dans le cadre du nouveau dispositif a été réalisé en 2007.

En 2022, la commune comptait 265 habitants, en évolution de +7,29 % par rapport à 2016 (Hautes-Pyrénées : +1,59 %, France hors Mayotte : +2,11 %).
| 1793 | 1800 | 1806 | 1821 | 1831 | 1836 | 1841 | 1846 | 1851 |
| ---- | ---- | ---- | ---- | ---- | ---- | ---- | ---- | ---- |
| 303  | 216  | 249  | 301  | 313  | 319  | 344  | 347  | 303  |

| 1856 | 1861 | 1866 | 1876 | 1881 | 1886 | 1891 | 1896 | 1901 |
| ---- | ---- | ---- | ---- | ---- | ---- | ---- | ---- | ---- |
| 285  | 305  | 297  | 269  | 271  | 256  | 300  | 245  | 230  |

| 1906 | 1911 | 1921 | 1926 | 1931 | 1936 | 1946 | 1954 | 1962 |
| ---- | ---- | ---- | ---- | ---- | ---- | ---- | ---- | ---- |
| 236  | 218  | 192  | 196  | 185  | 175  | 179  | 164  | 140  |

| 1968 | 1975 | 1982 | 1990 | 1999 | 2006 | 2007 | 2012 | 2017 |
| ---- | ---- | ---- | ---- | ---- | ---- | ---- | ---- | ---- |
| 153  | 149  | 144  | 183  | 210  | 215  | 216  | 225  | 251  |

| 2022 | - | - | - | - | - | - | - | - |
| ---- | - | - | - | - | - | - | - | - |
| 265  | - | - | - | - | - | - | - | - |

### Enseignement
La commune dépend de l'académie de Toulouse. Elle dispose d’une école en 2017.
- École primaire qui se trouve dans le bâtiment de la mairie.

## Économie

### Revenus
En 2018, la commune compte 98 ménages fiscaux, regroupant 233 personnes. La médiane du revenu disponible par unité de consommation est de 22 500 € (20 420 € dans le département).

### Emploi
|                | 2008  | 2013  | 2018  |
| -------------- | ----- | ----- | ----- |
| Commune        | 3,8 % | 4,4 % | 7,3 % |
| Département    | 7,7 % | 9,4 % | 9,8 % |
| France entière | 8,3 % | 10 %  | 10 %  |

En 2018, la population âgée de 15 à 64 ans s'élève à 152 personnes, parmi lesquelles on compte 77,3 % d'actifs (70 % ayant un emploi et 7,3 % de chômeurs) et 22,7 % d'inactifs,. Depuis 2008, le taux de chômage communal (au sens du recensement) des 15-64 ans est inférieur à celui de la France et du département.
La commune fait partie de la couronne de l'aire d'attraction de Tarbes, du fait qu'au moins 15 % des actifs travaillent dans le pôle,. Elle compte 29 emplois en 2018, contre 17 en 2013 et 19 en 2008. Le nombre d'actifs ayant un emploi résidant dans la commune est de 106, soit un indicateur de concentration d'emploi de 27,5 % et un taux d'activité parmi les 15 ans ou plus de 58,6 %.
Sur ces 106 actifs de 15 ans ou plus ayant un emploi, 15 travaillent dans la commune, soit 14 % des habitants. Pour se rendre au travail, 94,3 % des habitants utilisent un véhicule personnel ou de fonction à quatre roues, 1 % les transports en commun, 2 % s'y rendent en deux-roues, à vélo ou à pied et 2,9 % n'ont pas besoin de transport (travail au domicile).

## Culture locale et patrimoine

### Lieux et monuments
- Église Saint-Roch de Hiis.

Sélection de vues de l'église Saint-Roch en 2017.
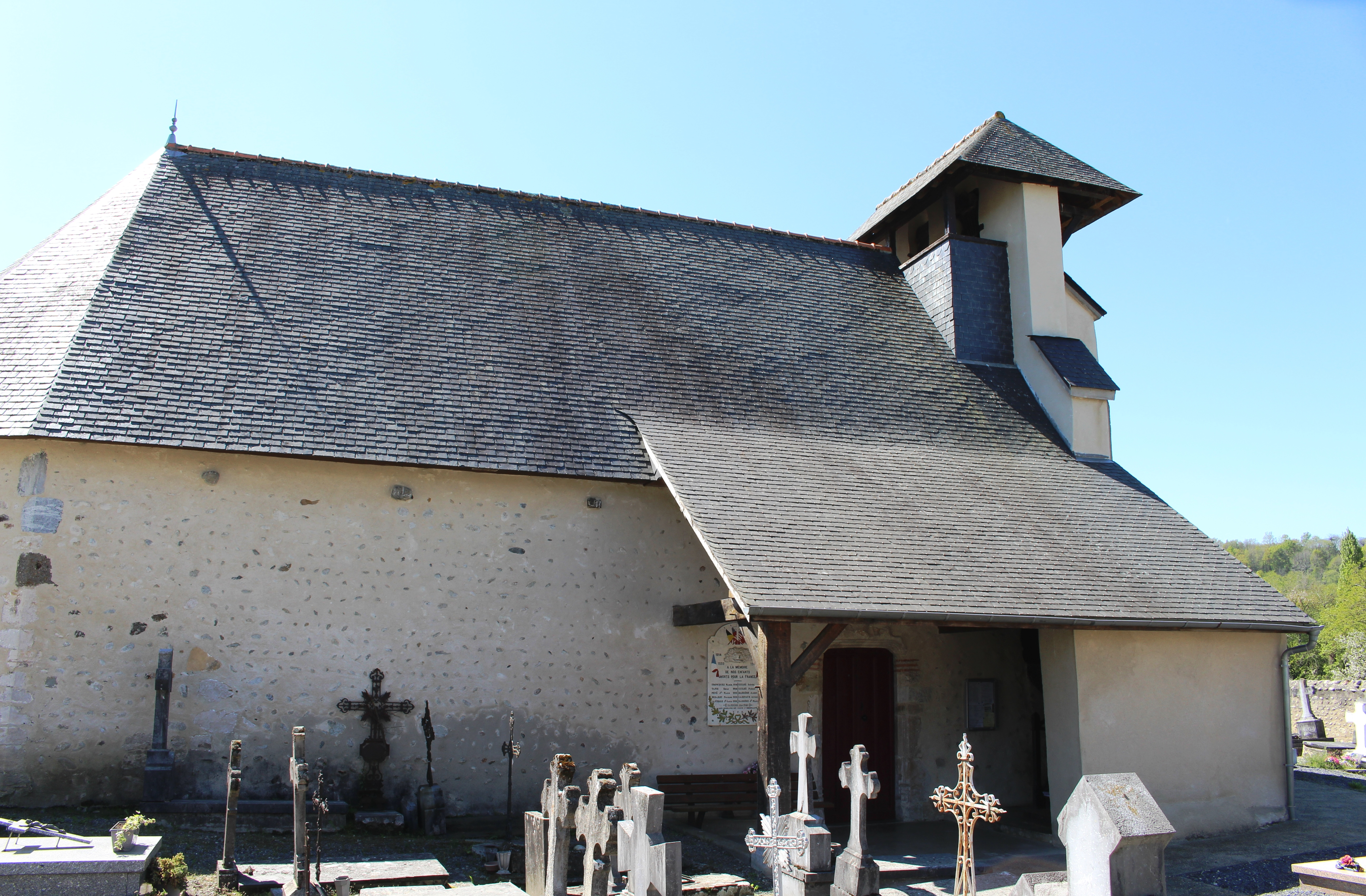
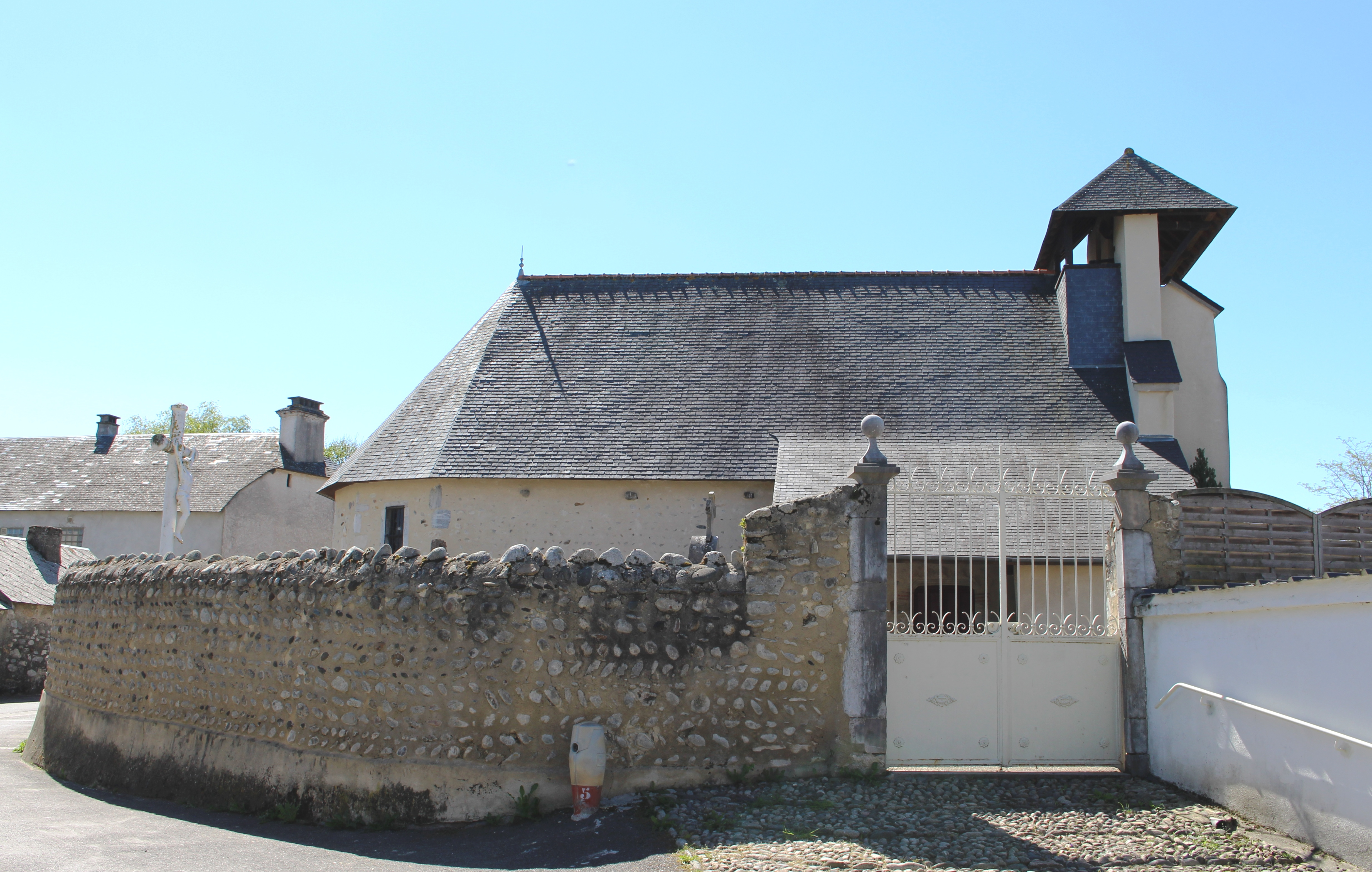
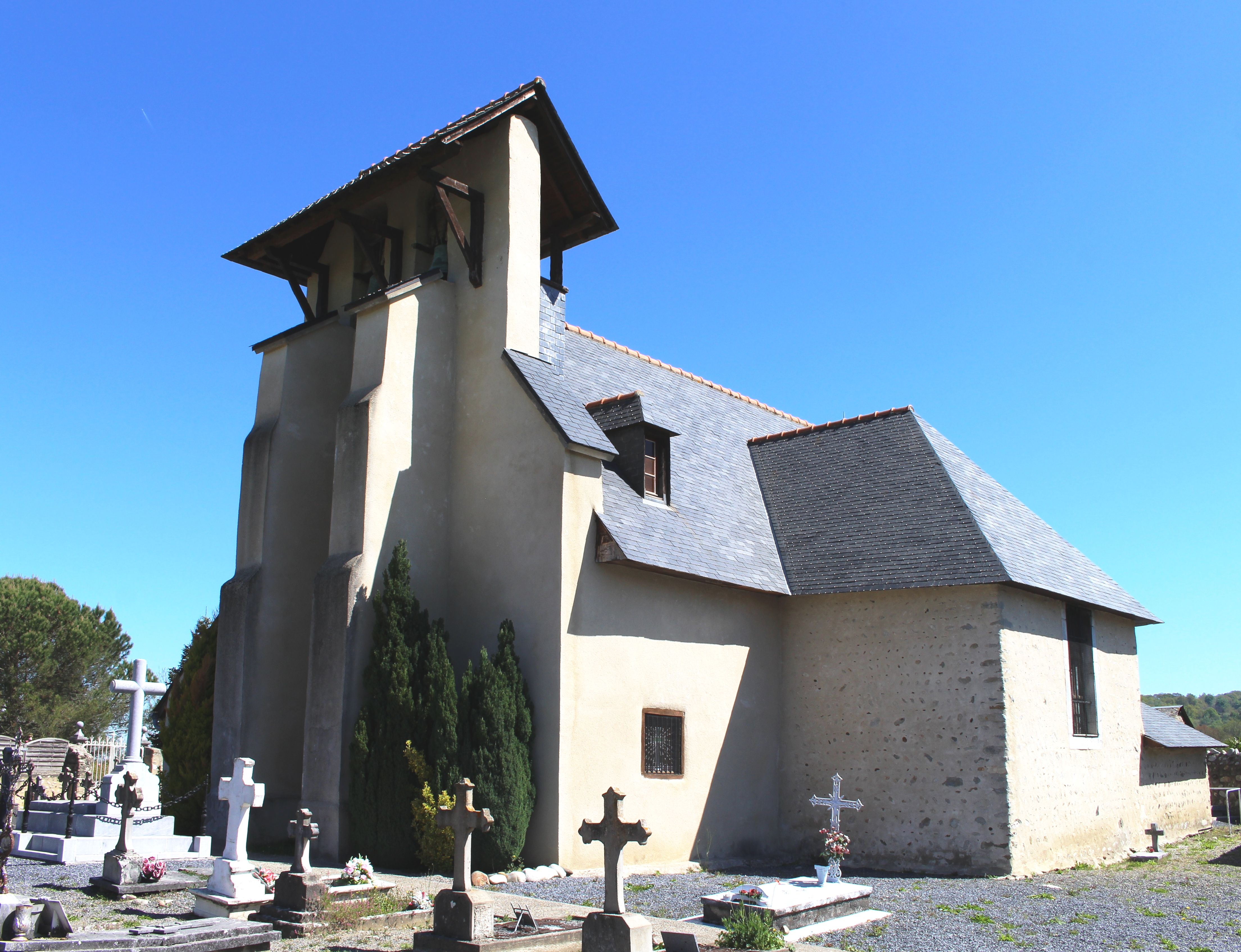

## Voir aussi

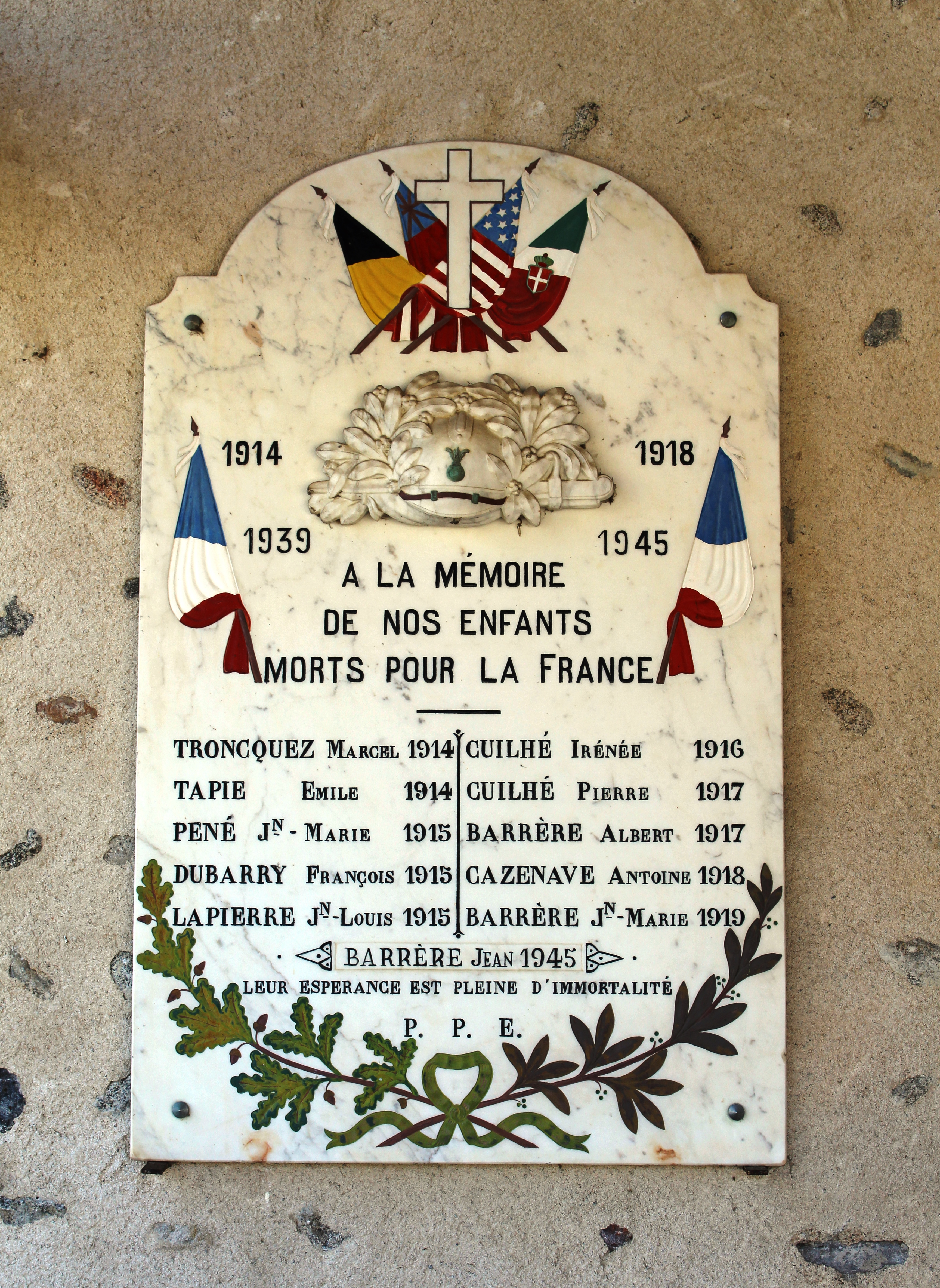
Le monument aux morts municipal.

### Héraldique
| Blason | Blasonnement : D'argent au serpent ailé de sable posé en pal, au chef d'azur chargé d'une étoile de six rais d'or accostée de deux croissants du même. |

#### Site de l'Insee
1. 1 2 3  Insee, « Métadonnées de la commune de Hiis ».
2. ↑  « La grille communale de densité », sur le site de l'Insee, 28 mai 2024 (consulté le 29 juin 2024).
3. ↑  « Liste des communes composant l'aire d'attraction de Tarbes », sur le site de l'Insee (consulté le 29 juin 2024).
4. ↑  Marie-Pierre de Bellefon, Pascal Eusebio, Jocelyn Forest, Olivier Pégaz-Blanc et Raymond Warnod (Insee), « En France, neuf personnes sur dix vivent dans l’aire d’attraction d’une ville », sur le site de l'Insee, 21 octobre 2020 (consulté le 29 juin 2024).
5. ↑  Insee : Rapport statistique communal pour la commune de Hiis
6. ↑  « REV T1 - Ménages fiscaux de l'année 2018 à Hiis » (consulté le 17 février 2022).
7. ↑  « REV T1 - Ménages fiscaux de l'année 2018 dans les Hautes-Pyrénées » (consulté le 17 février 2022).
8. 1 2  « Emp T1 - Population de 15 à 64 ans par type d'activité en 2018 à Hiis » (consulté le 17 février 2022).
9. ↑  « Emp T1 - Population de 15 à 64 ans par type d'activité en 2018 dans les Hautes-Pyrénées » (consulté le 17 février 2022).
10. ↑  « Emp T1 - Population de 15 à 64 ans par type d'activité en 2018 dans la France entière » (consulté le 17 février 2022).
11. ↑  « Base des aires d'attraction des villes 2020 », sur site de l'Insee (consulté le 10 avril 2021).
12. ↑  « Emp T5 - Emploi et activité en 2018 à Hiis » (consulté le 17 février 2022).
13. ↑  « ACT T4 - Lieu de travail des actifs de 15 ans ou plus ayant un emploi qui résident dans la commune en 2018 » (consulté le 17 février 2022).
14. ↑  « ACT G2 - Part des moyens de transport utilisés pour se rendre au travail en 2018 » (consulté le 17 février 2022).

#### Autres sources
1. ↑  Stephan Georg, « Distance entre Hiis et Tarbes », sur fr.distance.to (consulté le 18 août 2021).
2. ↑  Stephan Georg, « Distance entre Hiis et Bagnères-de-Bigorre », sur fr.distance.to (consulté le 18 août 2021).
3. ↑  « Communes les plus proches de Hiis », sur villorama.com (consulté le 18 août 2021).
4. ↑  « la Haut-Adour », sur tourisme-en-france.com (consulté le 17 août 2021).
5. ↑  Frédéric Zégierman, Le guide des pays de France - Sud, Paris, Fayard, avril 1999 (ISBN 2-213-59961-0), p. 323-324.
6. ↑  Carte IGN sous Géoportail
7. ↑  « Fiche communale de Hiis », sur le système d'information pour la gestion des eaux souterraines en Occitanie (consulté le 3 novembre 2021).
8. ↑  Sandre, « l'Adour »
9. ↑  
« Climatologie mensuelle à Tarbes », sur le site de l'association InfoClimat (consulté le 25 septembre 2016).
10. ↑  « Les espaces protégés. », sur le site de l'INPN (consulté le 10 mai 2022).
11. ↑  « Liste des espaces protégés sur la commune », sur le site de l'inventaire national du patrimoine naturel (consulté le 27 août 2021).
12. ↑  « Parc national des Pyrénées - fiche descriptive », sur le site de l'inventaire national du patrimoine naturel (consulté le 27 août 2021).
13. ↑  « - fiche descriptive », sur le site de l'inventaire national du patrimoine naturel (consulté le 27 août 2021).
14. ↑  Réseau européen Natura 2000, Ministère de la transition écologique et solidaire
15. ↑  « Liste des zones Natura 2000 de la commune de Hiis », sur le site de l'Inventaire national du patrimoine naturel (consulté le 27 août 2021).
16. ↑  « site Natura 2000 FR7300889 - fiche descriptive », sur le site de l'inventaire national du patrimoine naturel (consulté le 27 août 2021).
17. 1 2  « Liste des ZNIEFF de la commune de Hiis », sur le site de l'Inventaire national du patrimoine naturel (consulté le 27 août 2021).
18. ↑  « ZNIEFF « l'Adour, de Bagnères à Barcelonne-du-Gers » - fiche descriptive », sur le site de l'inventaire national du patrimoine naturel (consulté le 27 août 2021).
19. ↑  « ZNIEFF l'« Adour et milieux annexes » - fiche descriptive », sur le site de l'inventaire national du patrimoine naturel (consulté le 27 août 2021).
20. ↑  « ZNIEFF les « coteaux et vallons des Angles et du Bénaquès » - fiche descriptive », sur le site de l'inventaire national du patrimoine naturel (consulté le 27 août 2021).
21. ↑  « CORINE Land Cover (CLC) - Répartition des superficies en 15 postes d'occupation des sols (métropole). », sur le site des données et études statistiques du ministère de la Transition écologique. (consulté le 15 avril 2021).
22. 1 2 3  « Les risques près de chez moi - commune de Hiis », sur Géorisques (consulté le 17 octobre 2022).
23. ↑  BRGM, « Évaluez simplement et rapidement les risques de votre bien », sur Géorisques (consulté le 15 septembre 2022).
24. ↑  DREAL Occitanie, « CIZI », sur occitanie.developpement-durable.gouv.fr (consulté le 15 septembre 2022).
25. ↑  « Les risques majeurs dans les Hautes-Pyrénées », sur gouvernement.fr (consulté le 15 septembre 2022), partie 1 -  chapitre Risque inondation.
26. ↑  « Plan départemental de protection des forêts contre l’incendie (PDPFCI) 2020 – 2029 », sur hautes-pyrenees.gouv.fr (consulté le 15 septembre 2022).
27. ↑  « Les risques majeurs dans les Hautes-Pyrénées », sur gouvernement.fr (consulté le 15 septembre 2022), chapitre Mouvements de terrain.
28. ↑  « Retrait-gonflement des argiles », sur le site de l'observatoire national des risques naturels (consulté le 15 septembre 2022).
29. ↑  « Liste des cavités souterraines localisées sur la commune de Hiis », sur georisques.gouv.fr (consulté le 15 septembre 2022).
30. ↑  « Dossier départemental des risques majeurs des Hautes-Pyrénées », sur gouvernement.fr (consulté le 29 septembre 2022), chapitre Risque transport de matières dangereuses.
31. ↑  Michel Grosclaude et Jean-Francois Le Nail, intégrant les travaux de Jacques Boisgontier, Dictionnaire toponymique des communes des Hautes-Pyrénées, Tarbes, Conseil Général des Hautes-Pyrénées, 2000, 348 p. (ISBN 2-9514810-1-2, BNF 37213307)..
32. ↑  Archives départementales des Hautes-Pyrénées : Plan cadastral de Hiis en 1818
33. ↑  Archives départementales des Hautes-Pyrénées
34. ↑  « Liste des juridictions compétentes pour Hiis », sur le site du ministère de la Justice (consulté le 17 décembre 2015)
35. ↑  L'organisation du recensement, sur insee.fr.
36. ↑  Calendrier départemental des recensements, sur insee.fr.
37. ↑  Des villages de Cassini aux communes d'aujourd'hui sur le site de l'École des hautes études en sciences sociales.
38. ↑  Fiches Insee - Populations de référence de la commune pour les années 2006, 2007, 2008, 2009, 2010, 2011, 2012, 2013, 2014, 2015, 2016, 2017, 2018, 2019, 2020, 2021 et 2022.
39. ↑  « Annuaire : Résultats de recherche », sur le site du ministère de l'Éducation nationale (consulté le 28 juin 2017).